# Donja Lamana Draga
Donja Lamana Draga je pogranično naselje u Hrvatskoj u općini Brod Moravice. Nalazi se u Primorsko-goranskoj županiji.

## Zemljopis
Nalazi se na jugozapadnoj obali pogranične rijeke Kupe. Preko rijeke je Spodnja Bilpa. Sjeverozapadno su Grgelj i Gornja Lamana Draga. Jugozapadno su Donji Šehovac i Gornji Šehovac.

## Stanovništvo
| broj stanovnika | 66    | 53    | 54    | 58    | 45    | 26    | 29    | 25    | 25    | 23    | 24    | 15    | 13    | 7     | 4     | 2     | 4     |
|                 | 1857. | 1869. | 1880. | 1890. | 1900. | 1910. | 1921. | 1931. | 1948. | 1953. | 1961. | 1971. | 1981. | 1991. | 2001. | 2011. | 2021. |